# Ковнер, Семён Яковлевич
Семён Яковлевич Ковнер (2 сентября 1914, Конотоп, Черниговская губерния — 20 апреля 1980, Москва) — советский скульптор. Автор памятника создателям первого спутника Земли в Москве.

## Биография
Семён Ковнер родился 2 сентября 1914 года в Конотопе (ныне Сумская область Украины) в бедной многодетной рабочей семье. Во время учёбы в школе увлёкся рисованием. В возрасте 14 лет начал трудовую деятельность. До 1931 года работал грузчиком и каменщиком на Днепрострое. Решив научиться рисованию, переехал в Москву. Будучи без средств к существованию, попал к беспризорным, а затем оказался в детской коммуне, основанной Ф. Э. Дзержинским. Из коммуны его направили на курсы трактористов, окончив которые он стал работать в Ростовской области. После того, как там узнали о художественных способностях Семёна Яковлевича, его направили на ИЗО Рабфака при Ленинградской академии художеств, куда он поступил по конкурсу. Обучался живописи по классу А. А. Дейнеки.
В 1938 году, решив стать скульптором, переехал в Москву и поступил в Московский государственный художественный институт имени В. И. Сурикова, где учился у Р. Р. Иодко и А. Т. Матвеева. В 1942 году, окончив пятый курс в института, ушёл добровольцем в армию. Был направлен на боевые корабли Черноморского флота в качестве военного художника. Находясь на кораблях эскадры принимал участие в военных операциях. Служба на флоте во многом определила характер его будущих произведений.
После демобилизации продолжил учёбу в МГХИ им. Сурикова. С 1946 года принимал участие в художественных выставках. В 1948 году окончил институт и в том же году стал членом Московского отделения Союза художников (МОСХ).
В 1947—1950 годах работал скульптором на Дмитровском фарфоровом заводе. Его произведения, посвящённые обороне Севастополя, а также жанровые скульптуры выпускались на заводе массовыми тиражами.
Занимался общественной деятельностью в МОСХе. Участвовал в военно-патриотическом воспитании молодёжи. Состоял в художественном совете Вороновской народной художественной галереи.
Последние 13 лет жизни в составе авторского коллектива Семён Ковнер упорно трудился над памятником «Героям Эльтигенского десанта» близ Керчи. Собственноручно рубил бетон горельефов подпорной стены, что негативно сказалось на его здоровье. Семён Яковлевич умер в Москве 20 апреля 1980 года.
Произведения С. Я. Ковнера находятся в собраниях Государственного музея керамики, Государственном музее изобразительных искусств имени А. С. Пушкина и других музеев России.
Жил в Москве по адресу: проспект Маршала Жукова, 18.

## Работы
Фарфор
- «Па коньках» (1947)[2]
- «Регулировщица» (1947—1948)[2]

Памятник создателям первого спутника Земли

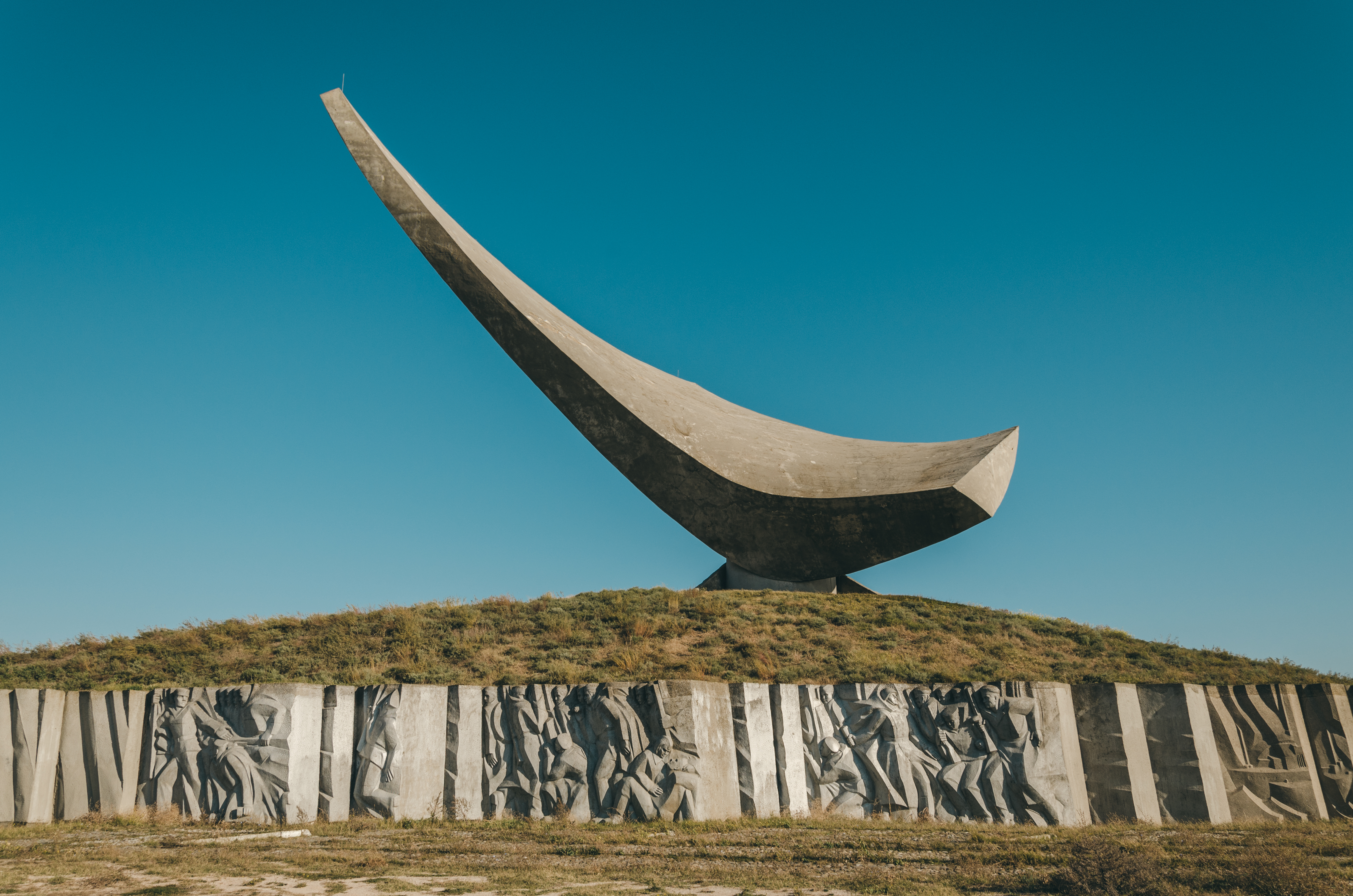
Мемориальный комплекс «Героям Эльтигенского десанта»

- «Фигуристка» (1948, Государственный музей керамики)[2]
- «Из Севастопольской обороны» (серия — 1947—1950)[2]
- «Под знаменем мира» (1950, совместно с Н. А. Максимченко)[2]
- «Вестница мира» (несколько вариантов, 1954—1955, совместно с Н. А. Максимченко; один — в Национальном музее искусств имени Гапара Айтиева)[2]
- «Обнажённая» (1957)[2]
- «Курильская китобойная флотилия» (1957—1958)[2]

Портреты
- Писатель П. П. Бажов (дерево 1952, совместно с Н. А. Максимченко; алюминий, 1964; бронза, 1972, Стахановский филиал Ворошиловградского ОКМ)[2]
- Гарпунёр Н. С. Карпенко (бронза, 1955—1956)[2]
- Режиссёр И. М. Туманова (оргстекло, 1956)[2]
- Старшина Севастопольской базы катеров Исаев (бисквит, 1957)[2]
- Гимнастка Л. Якушенко (гипс, 1960)[2]
- Маршал М. Н. Тухачевский (рельеф — майолика, 1965)[2]
- Маршал Г. К. Жуков (гипс, 1976)[2]
- Герой Советского Союза В. Ф. Гладков (гипс, 1977)[2]

Композиции
- Композиция «У могилы товарища» (бисквит, повторение — 1948—1949, Государственный музей керамики) — дипломный проект[2]
- «На берегу Узбая» (гипс тонированный, 1951—1952)[2]
- «Иван Иванович и Иван Никифорович» (майолика, 1952, Государственный музей керамики)[2]
- «Китобой» (гипс тонированный, 1960)[2]
- «Аквалангист-минёр» («По следам войны» — алюминий кованый, майолика, 1965)[2]
- «В космосе» (алюминий кованый, 1967)[2]
- «Ветер Октября» (гипс тонированный, 1969)[2]
- «Десантники» (рельеф — гипс, 1974)[2]
- «След войны» (гипс, 1975)[2]
- «Высадка на „Огненную землю“» (во время Керченско-Эльтиченской операции в 1943 году, шамот, 1978)[2]

Монументальные и монументально-декоративные работы
- Памятник-бюст микробиологу Н. Ф. Гамалея (бронза, гранит, 1956, совместно с Н. А. Максимченко)[2]
- Памятник создателям первого спутника Земли (медь кованая, 1961, у станции метро «Рижская» Московского метрополитена)[2]
- Скульптурная композиция «Человек в космосе» (1967, совместно с архитектором А. П. Семёновым, Звёздный городок)[6]
- Мемориал Эльтигенскому десанту (бронза, гранит, 1978, совместно с Л. В. Тазьбой, близ Керчи)[2]

Мемориальные доски в Москве
- В. И. Ленина (бронза, 1955, Российский экономический университет имени Г. В. Плеханова, Стремянный пер., 28; гранит — 1963, Воздвиженка, 4/7, 1968, ДК «Трёхгорной мануфактуры», ул. Трёхгорный вал, д. 6)[2]
- М. Н. Тухачевского (гранит, 1964, ул. Серафимовича, 2)[2]
- Народной артистки СССР А. А. Яблочкиной (гранит, 1966, Большая Дмитровка, 4/2)[2]
- И. Е. Репина (гранит, 1969, Земледельческий пер., 9)[2]
- Члена-корреспондента АН СССР К. А. Власова (бронза, 1973, Садовническая наб., 71)[2]